# Epitrix humeralis
Epitrix humeralis är en skalbaggsart som beskrevs av Dury 1906. Epitrix humeralis ingår i släktet Epitrix och familjen bladbaggar. Inga underarter finns listade i Catalogue of Life.